# Джанет Торнтон
Дама Джанет Морін Торнтон (народилася 23 травня 1949 р.) — старша наукова співробітниця і почесна директорка Європейського інституту біоінформатики (EBI), який є частиною Європейської лабораторії молекулярної біології (EMBL). Вона є однією із провідних світових дослідниць у галузі структурної біоінформатики, яка використовує обчислювальні методи для розуміння структури та функції білка. Вона працювала директоркою EBI з жовтня 2001 року по червень 2015 року та зіграла ключову роль в ELIXIR (Європейська інфраструктура наук про життя для біологічної інформації).

## Освіта
Торнтон відвідувала гімназію Бері до 1967 року, де вона була активісткою учнівського самоуправління. Після закінчення факультету фізики в Ноттінгемському університеті Торнтон здобула ступінь магістра з біофізики в Кінгс-коледжі та ступінь доктора філософії з біофізики в Національному інституті медичних досліджень, Мілл-Гілл, Лондон, у 1973 році.

## Кар'єра та дослідження
Здобувши ступінь доктора філософії Торнтон працювала в галузі молекулярної біофізики з Девідом Чілтоном Філліпсом в Оксфордському університеті. У 1978 році повернулася до Національного інституту медичних досліджень, а потім отримала стипендію в коледжі Біркбек, структурному підрозділі Лондонського університету. У 1990 році була призначена професоркою і директоркою відділу біомолекулярної структури та моделювання на кафедрі біохімії та молекулярної біології в Університетському коледжі Лондона, а пізніше також призначена на кафедру кристалографії в коледжі Беркбек.
З 2001 по 2015 рік була директоркою Європейського інституту біоінформатики (EBI)  у Хінкстоні поблизу Кембриджа. Була організаторкою спільної конференції Інтелектуальних систем для молекулярної біології (ISMB) і Європейської конференції з обчислювальної біології (ECCB) у Глазго у 2004 році.
Доробок Торнтон є дуже міждисциплінарним, знаходиться на стику зі структурною біологією, біоінформатикою, біологічною хімією та хіміоінформатикою. Вона була першою піонеркою перевірки структури білка за допомогою рентгеноструктурного аналізу, розробила широко використовуване програмне забезпечення ProCheck. Разом з Крістін Оренго вона ввела CATH –класифікацію структури білка. Її група розробила надійний інструмент для класифікації, порівняння та анотації ферментів – EC-BLAST, який розраховує подібність між ферментами на основі хімічних реакцій, фіксуючи зміну зв’язків, реакційний центр (центри) або структурну подібність між ними.
З 2008 по 2012 рік координувала чотирирічний підготовчий етап європейської інфраструктури даних наук про життя ELIXIR. З 2013 року залишається в правлінні ELIXIR як один із наукових делегатів EMBL. Її дослідження було профінансовано Радою медичних досліджень, Радою досліджень біотехнології та біологічних наук (BBSRC), Wellcome Trust та Європейським Союзом.

### Докторанти та постдокторанти
Торнтон керувала роботою кількох здобувачів ступеня доктора філософії і постдокторантами, зокрема роботами Сари Тайхманн і Девіда Джонса. 

### Нагороди та відзнаки
У 1999 році Торнтон була обрана членкинею Королівського товариства (FRS). Також стала членкинею Європейської організації молекулярної біології (EMBO) у 2000 році, іноземною членкинею Національної академії наук США у 2003 році та членкинею Академії медичних наук (FMedSci) у 2014 році. Торнтон є позаштатною стипендіаткою коледжу Черчилля в Кембриджі. У 2017 році була обрана членкинею Королівського хімічного товариства (FRSC). Номінація Джанет Торнтон до Королівського товариства була така:
|  | Джанет Торнтон відзначена за свій внесок у розуміння тривимірної структури білка: її проникливі порівняльні дослідження привели до розробки алгоритмів, які використовуються для аналізу та прогнозування надвторинної і третинної структури. У 1970-х роках в Оксфорді (разом з М. Дж. Стернбергом) вона встановила чіткі та корисні правила для структури B-a-B і продемонструвала дійсні методи для передбачення порядку ланцюгів у Бета-послідовності. У Біркбеку вона розробила алгоритм для визначення сімейства конформацій у Бета-послідовності та aB-ланці, де структури раніше вважалися випадковими. Зробила найповніший і корисний аналіз третинних взаємодій бічних ланцюгів білків, що привело до карти, яка є цінною для дизайну білків і лігандів. Карта широко використовується як у наукових колах, так і у фармацевтичній промисловості. В Університетському коледжі розвинула дослідження конформації бічних ланцюгів і стереохімії в процедуру PROCHECK для оцінки якості експериментально визначених білкових структур: вона широко використовується для перевірки білкових структур. Представила метод, відомий як ниточка, який дає переконливі докази третинної структури білкової послідовності, яка явно не гомологічна будь-якій іншій відомій структурі. |

Цитата про обрання до Академії медичних наук:
|  | Дама Джанет Торнтон є директором Європейського інституту біоінформатики та світовим лідером у галузі біоінформатики. Зробила значний внесок у медичну науку, розширивши наше фундаментальне розуміння структури білків і того, як вони сприяють хворобам і старінню. Інструменти та бази даних, які вона розробила, використовуються в усьому світі для фундаментальних досліджень, в наукових колах, а також у фармацевтичних компаніях. Як директор EBI, вона відповідала за стратегічні розробки, пов’язані з впливом даних наук про життя на медичну науку. Вона активно намагається об’єднати біологічні та медичні дані у Великій Британії та розробити інструменти, які полегшать використання цих даних для досліджень і в клініці. |

Торнтон була нагороджена почесним званням командора ордена Британської імперії (CBE) у 2000 році та дами-командора ордена Британської імперії (DBE) у 2012 році за заслуги в галузі біоінформатики. У 2010 році Таймс назвала Торнтон 86-м місцем у списку британських вчених Eureka 100. У 2011 році вона була нагороджена премією Suffrage Science.